# Paul Adler

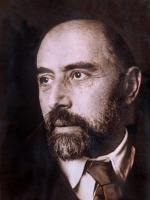
Paul Adler

Paul Adler (geboren 4. April 1878 in Prag, Österreich-Ungarn; gestorben 8. Juni 1946 in Zbraslav bei Prag) war ein österreichisch-tschechischer Schriftsteller, Journalist und Übersetzer, u. a. von Paul Claudel, Max Elskamp, Gustave Flaubert und Camille Lemonnier.

## Leben
Paul Adler wurde als zweites Kind einer jüdischen Kaufmannsfamilie in Prag geboren. Er besuchte das deutsche K.k. Staats-Obergymnasium Am Graben, studierte an der Prager deutschen Karlsuniversität Jura und Volkswirtschaftslehre (Promotion zum Dr. jur. 1901) und fungierte mehrere Semester als Schriftführer und Obmann der Abtheilung für Literatur und Kunst der Lese- und Redehalle der deutschen Studenten in Prag in Prag. Gleichzeitig war er mit den Ideen zu einer geistigen Erneuerung des Judentums von Martin Buber, den er persönlich kannte, vertraut und stand ihnen nahe. Dem Prager zionistischen Studentenkreis um Hugo Bergmann (dem auch Max Brod angehörte) schloss er sich dennoch nicht an: Adler war Kosmopolit.
Da Adler am Geschäft seines Vaters kein Interesse hatte, führte es die ältere Schwester Hedwig (1876–1942, Theresienstadt) mit ihrem Mann Ignaz Hübscher (1861–1942, Theresienstadt) weiter, während Adler – nach einer kurzen Anstellung am Reichskammergericht in Wien, die er aufgrund von Gewissenskonflikten niederlegte – 1903 eine mehrere Jahre dauernde Wanderschaft durch Europa begann, begleitet von seinem Verleger und Freund Jakob Hegner. In Paul Peterichs Haus in der Nähe von Florenz, einem Treffpunkt der Boheme, lernte er 1908 seine Lebensgefährtin, Anna Kühn (geb. Dušik; 1874–1950), kennen, mit der er seit 1910 zusammenlebte und ab 1925 verheiratet war. Aus der Beziehung gingen zwei Kinder hervor: Elisabeth (geb. 1912–unbekannt) und Johann Josef (1914–1975).
1911 ließ sich das Paar in Berlin nieder, wo Adler Anschluss an den Autorenkreis der Neuen Blätter um Erich Baron und Carl Einstein fand. Ab 1912 lebte er mit seiner Familie in Hellerau, der ersten deutschen Gartenstadt (nahe Dresden), in der sich eine Künstler- und Kunsthandwerkerkolonie gebildet hatte, die der Lebensreform nahestand. Franz Kafka besuchte ihn dort. Diesem Besuch und Adlers Zeit in Hellerau hat Durs Grünbein in seinem Erinnerungsbuch Die Jahre im Zoo (2015) ein literarisches Denkmal gesetzt. In Hellerau veröffentlichte Adler in der kurzen Zeitspanne von 1914 bis 1916 seine dichterischen Hauptwerke Elohim, Nämlich und Die Zauberflöte. Er gehörte aber weiterhin zum Autorenkreis verschiedener expressionistischer Zeitschriften, vor allem der von Franz Pfemfert gegründeten Berliner Aktion. 1917 wurde er für Elohim und Die Zauberflöte mit dem Berliner Fontane-Preis durch den damaligen Juror Franz Blei ausgezeichnet.
Adler war überzeugter Pazifist. Der Einberufung zum Kriegsdienst im Ersten Weltkrieg konnte er sich  durch ein ärztliches Attest, das ihm psychische Störungen bescheinigte, entziehen. –  Während der Dresdner Novemberrevolution wurde Adler politisch aktiv: Er war Mitglied der Unabhängigen Sozialdemokratischen Partei Deutschlands, Gründungsmitglied einer Sozialistischen Gruppe geistiger Arbeiter und gewähltes Mitglied in deren Propagandaausschuss – gemeinsam u. a. mit Conrad Felixmüller, Camill Hoffmann und Friedrich Wolf. In dieser Funktion arbeitete er auch mit dem Dresdner Arbeiter- und Soldatenrat um Otto Rühle zusammen und versuchte zugleich während der Straßenkämpfe zwischen den verfeindeten Parteien zu vermitteln.
1921 übersiedelte Adler mit seiner Familie für kurze Zeit in die eben gegründete Tschechoslowakische Republik und arbeitete als Feuilletonist für die von Masaryk gegründete Prager Presse. Enttäuscht über den anwachsenden tschechischen Nationalismus, kehrte er aber schon 1923 nach Hellerau zurück und finanzierte sich fortan vor allem durch Übersetzungen; Adler sprach 14 Sprachen.
Nach einem gewaltsamen Übergriff der SA in seinem Hellerauer Haus, von dem Conrad Felixmüller berichtet, musste Adler im März 1933 aus Deutschland fliehen. Den Holocaust überlebte er – seit einem ersten Schlaganfall im Juli 1939 halbseitig gelähmt und bettlägerig – durch die Hilfe seiner Frau in einem Versteck bei Prag. Er starb 1946 nach einem zweiten Schlaganfall.
Sein Grab befindet sich auf dem Neuen Jüdischen Friedhof in Prag.
In seinen Werken zeigt sich Adler als Vorläufer erzähltechnischer Methoden der Moderne. Kritische Würdigung erhielt sein Werk u. a. von Carl Einstein, Albert Ehrenstein und Mynona.

## Bibliographie
Romane und Erzählungen
- Elohim. Erzählungen. Hellerauer Verlag, Hellerau 1914. (Neuauflage 2021, ISBN 978-3-7437-4124-9)
- Nämlich. Roman. Hellerauer Verlag, Hellerau 1915.
- Die Zauberflöte. Roman. Hellerauer Verlag, Hellerau 1916.

Sachliteratur
- Vom Geist der Volkswirtschaft. Barger, Berlin 1917.
- Sachwörterbuch zur japanischen Literatur. Frankfurter Verlags-Anstalt, Frankfurt a. M. 1925.
- mit Michael Revon: Japanische Literatur. Geschichte von den Anfängen bis zur neuesten Zeit. Frankfurter Verlags-Anstalt, Frankfurt a. M. 1926.

Neudrucke in Anthologien
- Der Tor Platon. In: Otto Pick: Deutsche Erzähler aus der Tschechoslowakei. Heris, Reichenberg 1992, S. 1–25.
- Nämlich und Die Zauberflöte. In: Das leere Haus. Prosa jüdischer Dichter. Hrsg. von Karl Otten, Cotta, Stuttgart 1959, S. 153–201 und 355–447.
- Elohim (Auszug aus dem gleichnamigen Elohim) in: Ego und Eros. Hrsg. von Karl Otten. Goverts, Stuttgart 1963, S. 264–280.
- Das unechte Buch der Johanniden (Auszug aus Elohim) in: Ahnung und Aufbruch. Expressionistische Prosa. Hrsg. von Karl Otten. Luchterhand, Darmstadt 1977, S. 525–538.
- Absolute Prosa : Elohim, Nämlich, Die Zauberflöte und andere Texte. Hrsg. und mit einem Nachwort versehen von Claus Zittel. C. W. Leske, Düsseldorf 2018, ISBN 978-3-946595-06-9.

Werkausgabe
- Gesammelte Werke. In fünf Bänden. Herausgegeben von Annette Teufel. Thelem, Dresden, ISBN 978-3-945363-68-3, Bisher erschienen:
  - Bd. 2: Nämlich, 2017. ISBN 978-3-945363-30-0.